# Cléry-en-Vexin
Cléry-en-Vexin ist eine französische Gemeinde mit 467 Einwohnern (Stand: 1. Januar 2022) im Département Val-d’Oise in der Region Île-de-France; sie gehört zum Arrondissement Pontoise und zum Kanton Vauréal (bis 2015: Kanton Vigny). Die Einwohner werden Clérysiens genannt.

## Geographie
Cléry-en-Vexin liegt in der Landschaft Vexin français, etwa 20 Kilometer westnordwestlich von Pontoise und etwa 47 Kilometer nordwestlich von Paris. Umgeben wird Cléry-en-Vexin von den Nachbargemeinden Nucourt im Norden, Le Bellay-en-Vexin im Nordosten, Commeny im Osten, Guiry-en-Vexin im Süden und Südosten, Banthelu im Westen sowie Magny-en-Vexin im Nordwesten.
Das gesamte Gemeindegebiet gehört zum Regionalen Naturpark Vexin français.

## Bevölkerungsentwicklung
| Jahr                      | 1962 | 1968 | 1975 | 1982 | 1990 | 1999 | 2006 | 2013 |
| Einwohner                 | 217  | 226  | 229  | 225  | 356  | 411  | 411  | 416  |
| Quelle: Cassini und INSEE |      |      |      |      |      |      |      |      |

## Sehenswürdigkeiten
- Kirche Saint-Germain-de-Paris, im 11. Jahrhundert erbaut, im 13. Jahrhundert umgebaut, Monument historique seit 1929

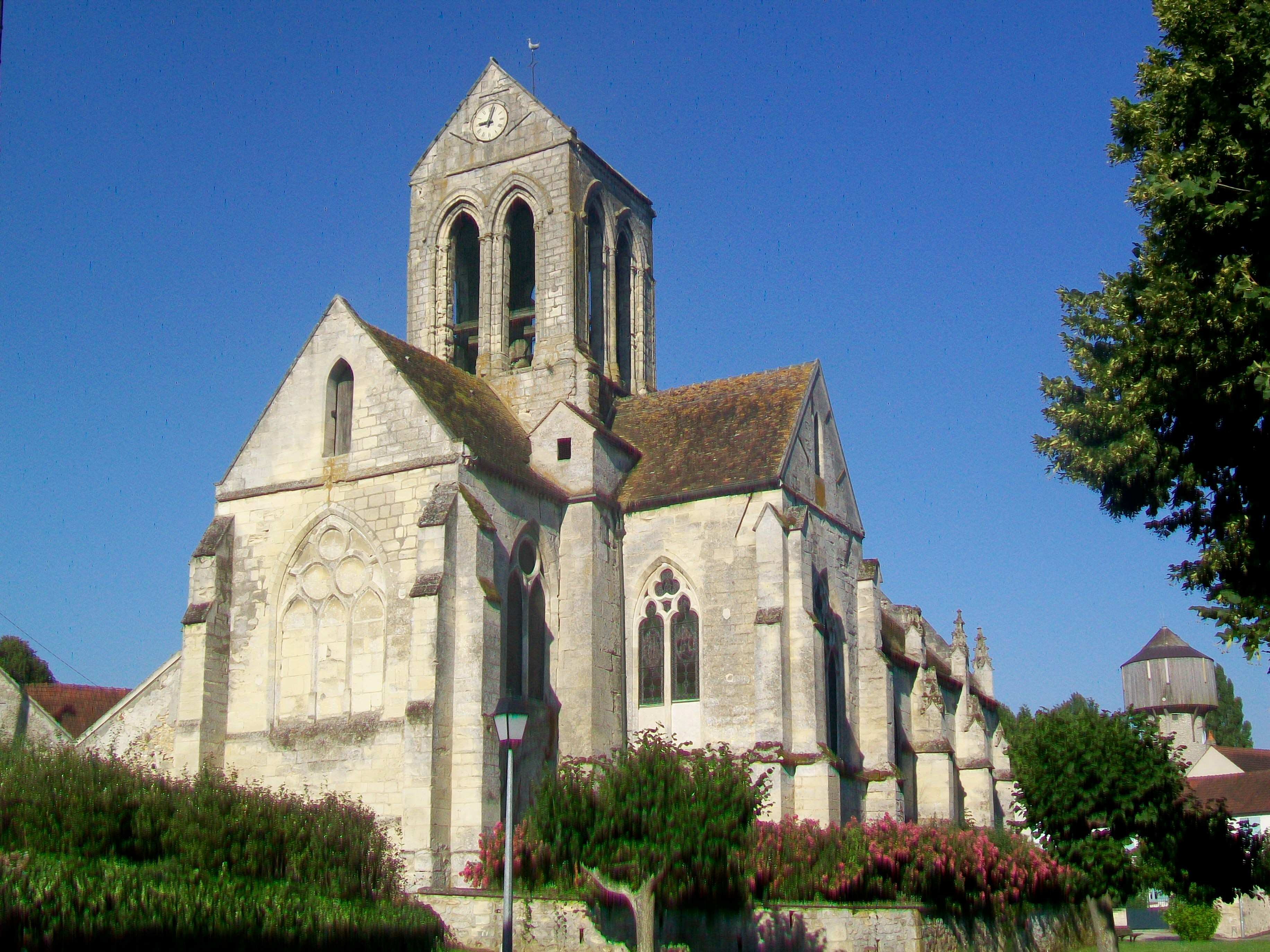
Kirche Saint-Germain-de-Paris

- Schloss Le Bâtiment
- Taubenturm
- Waschhaus